# العلاقات البلجيكية القرغيزستانية
العلاقات البلجيكية القيرغيزستانية هي العلاقات الثنائية التي تجمع بين بلجيكا وقيرغيزستان.

## مقارنة بين البلدين
هذه مقارنة عامة ومرجعية للدولتين:
| وجه المقارنة                                              | بلجيكا                                                                              | قيرغيزستان                      |
| --------------------------------------------------------- | ----------------------------------------------------------------------------------- | ------------------------------- |
| المساحة (كم2)                                             | 30.53 ألف                                                                           | 199.95 ألف                      |
| عدد السكان (نسمة)                                         | 11.37 مليون                                                                         | 6.20 مليون                      |
| الكثافة السكانية (ن./كم²)                                 | 372.42                                                                              | 31.01                           |
| العاصمة                                                   | بروكسل                                                                              | بيشكك                           |
| اللغة الرسمية                                             | اللغة الهولندية، لغة فرنسية، اللغة الألمانية                                        | اللغة الروسية، اللغة القيرغيزية |
| العملة                                                    | يورو، فرنك بلجيكي                                                                   | سوم قيرغيزستاني                 |
| الناتج المحلي الإجمالي (بليون دولار)                      | 492.68 مليار                                                                        | 7.56 مليار                      |
| الناتج المحلي الإجمالي (تعادل القوة الشرائية) بليون دولار | 514.74 مليار                                                                        | 20.45 مليار                     |
| الناتج المحلي الإجمالي الاسمي للفرد دولار أمريكي          | 40.32 ألف                                                                           | 1.10 ألف                        |
| الناتج المحلي الإجمالي للفرد دولار أمريكي                 | 43.44 ألف                                                                           |                                 |
| مؤشر التنمية البشرية                                      | 0.890                                                                               | 0.655                           |
| رمز المكالمات الدولي                                      | +32                                                                                 | +996                            |
| رمز الإنترنت                                              | .be                                                                                 | .kg                             |
| المنطقة الزمنية                                           | توقيت وسط أوروبا، ت ع م+01:00، ت ع م+02:00، توقيت وسط أوروبا الصيفي، أوروبا/بروكسل ‏ | ت ع م+06:00                     |

## منظمات دولية مشتركة
يشترك البلدان في عضوية مجموعة من المنظمات الدولية، منها:
| علم المنظمة | اسم المنظمة                        | تاريخ انضمام بلجيكا | تاريخ انضمام قيرغيزستان |
| ----------- | ---------------------------------- | ------------------- | ----------------------- |
|             | الاتحاد البريدي العالمي            | ?                   | ?                       |
|             | اتفاقية السماوات المفتوحة          | ?                   | ?                       |
|             | مؤسسة التنمية الدولية              | 2 يوليو 1964        | 24 سبتمبر 1992          |
|             | منظمة حظر الأسلحة الكيميائية       | ?                   | ?                       |
|             | منظمة التجارة العالمية             | ?                   | ?                       |
|             | الأمم المتحدة                      | 27 ديسمبر 1945      | 2 مارس 1992             |
|             | وكالة ضمان الاستثمار متعدد الأطراف | 18 سبتمبر 1992      | 21 سبتمبر 1993          |
|             | منظمة الشرطة الجنائية الدولية      | ?                   | ?                       |
|             | مؤسسة التمويل الدولية              | 27 ديسمبر 1956      | 11 فبراير 1993          |
|             | بنك التنمية الآسيوي                | 1966                | 1994                    |
|             | الاتحاد الدولي للاتصالات           | 1866                | 20 يناير 1994           |
|             | البنك الدولي للإنشاء والتعمير      | 27 ديسمبر 1945      | 18 سبتمبر 1992          |
|             | منظمة الأمن والتعاون في أوروبا     | 25 يونيو 1973       | 30 يناير 1992           |
|             | يونسكو                             | 29 نوفمبر 1946      | 2 يونيو 1992            |

## وصلات خارجية
- موقع وزارة الخارجية البلجيكية